# Herbstia (Epialtidae)
Herbstia là một chi cua thuộc họ Epialtidae.

## Các loài
Chi này bao gồm 11 loài sau: 
- Herbstia camptacantha (Stimpson, 1871)
- Herbstia condyliata (Fabricius, 1787)
- Herbstia crassipes (H. Milne-Edwards, 1873)
- Herbstia depressa Stimpson, 1860
- Herbstia edwardsii Bell, 1835
- Herbstia nitida Manning & Holthuis, 1981
- Herbstia parvifrons Randall, 1840
- Herbstia pubescens Stimpson, 1871
- Herbstia pyriformis (Bell, 1835)
- Herbstia rubra A. Milne-Edwards, 1869
- Herbstia tumida (Stimpson, 1871)